# Zele (geslacht)
Zele is een geslacht van insecten uit de orde vliesvleugeligen (Hymenoptera) en de familie schildwespen (Braconidae).

## Soorten
- Z. absentus Sharma, 1985
- Z. admirabilis Maeto, 1986
- Z. albiditarsus Curtis, 1832
- Z. annulicrus (Thomson, 1895)
- Z. caligatus (Haliday, 1835)
- Z. crassifemur (Muesebeck, 1939)
- Z. cristula Sharma, 1985
- Z. cubiceps Papp, 1997
- Z. chinensis Chen & He, 1997
- Z. chlorophthalmus (Spinola, 1808)
- Z. deceptor (Wesmael, 1835)
- Z. ebefal Papp, 1997
- Z. girishi Sharma, 1985
- Z. gracilis van Achterberg, 1979
- Z. granulosus Sharma, 1985
- Z. helvitarsis Sharma, 1985
- Z. leurosus Sharma, 1985
- Z. levis (Muesebeck, 1923)
- Z. niger Sharma, 1985
- Z. nigricornis (Walker, 1871)
- Z. niveitarsis (Cresson, 1872)
- Z. paulus Sharma, 1985
- Z. pereron Papp, 1997
- Z. picinervis van Achterberg, 1979
- Z. punctatus van Achterberg, 1979
- Z. ruricola Maeto, 1986
- Z. rutilus Papp, 1997
- Z. spinosus Sharma, 1985
- Z. tuberculifer van Achterberg, 1979